# Camechi
Camechi er en dansk dokumentarfilm fra 2013 instrueret af Bolette Louise Dyrberg efter eget manuskript.

## Handling
Camechi bor i Paraguays hellige by Caacupé. Hvert år fejres Miraklernes Jomfru, som spiller en vigtig rolle for Camechi og alle andre paraguayanere. Det markeres med en stor folkefest, og vi følger Camechis forberedelser til festen. Camechi er et respekteret ansigt i byen, men udover at skulle forberede festlighederne, skal hun også holde styr på sin store brogede familie. På trods af følelsesmæssige op- og nedture formår Camechi at se det magiske i hverdagen, godt hjulpet på vej af sin passion, sin tro og Miraklernes Jomfru.